# Шастра
Ша́стра (на санскрит: शस्त्र, śastra IAST, призовваане, химн, предписание, компендиум, трактат, но също така също меч, нож, оръжие) – вид пояснителен текст, използван в индийските религии. В частност в будизма шастрата, която обикновено е по-пространен текст е обяснение и коментар към по-кратката сутра.
В по-широк смисъл шастра означава познание (например в някоя наука) и (или) практически умения в определена област, като владеенето на някакво оръжие (напр. астра-шастра (на санскрит: अस्त्र, astra IAST, се отнася за видовете метателно оръжие). В днешно време се използва също и като наставка в неологизми подобно на „-логия“ като бхауфикашастра – физика, вастушастра – архитектурна наука и т.н.